# 황구랑

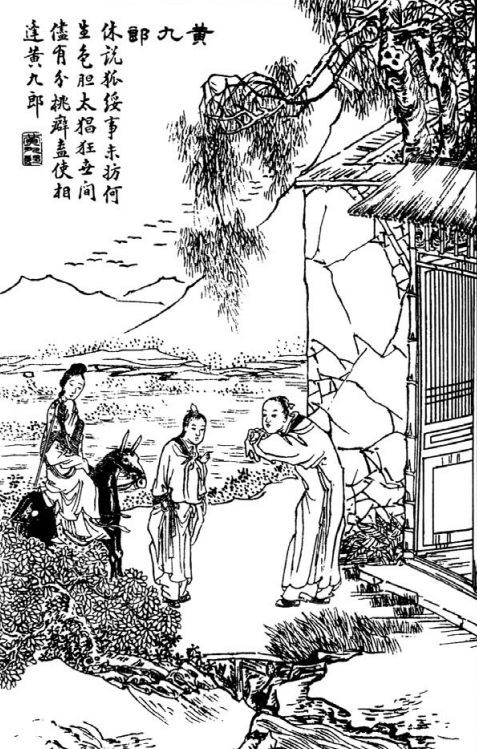

「황구랑」(중국어 정체자: 黄九郎, 병음: Huáng Jiǔláng)은 포송령의 『요재지이』 권제3에 수록된 단편이다. 『요재지이』 전체에선 93번째 작품이다. 전통시대 중국에서 남성간 동성애를 소재로 삼아 서사 전체를 주도한 작품으로서 특기할 만하다.

## 줄거리
절강성의 한 재(齋) 앞을 노새를 탄 중년 여성과 견마잡은 소년이 지나간다. 재의 주인 하사참(何师参)은 견마잡은 소년을 보고 사랑에 빠진다. 다음날 그는 소년과 마주하는데 소년은 자신을 황구랑(黄九郎→황씨네 아홉째 아들)이라고 소개한다. 두 사람은 우정을 쌓고 하사참은 황구랑을 집으로 초대해 술을 마신다. 그러나 하사참의 성적 접근은 실패로 돌아가고, 황구랑이 떠나자 하사참은 낙담해 수척해진다. 얼마 뒤 전말을 알게 된 황구랑은 자신도 동성애자임을 밝히고, 하사참이 병든 자기 어머니를 위해 약을 대주는 조건으로 그와 관계를 맺기로 한다. 상사병이 나은 하사참은 상태가 호전되지만, 의사는 그가 귀신에 홀려 생명이 위태로워졌다고 말한다. 알고 보니 황구랑은 여우 정괴였는데, 그 자신도 그 사실을 모르고 있었다. 하사참은 사람 아닌 것과 성교하여 기력이 빨려 죽게 된 것이다. 얼마 뒤 하사참은 건강이 급격히 악화되어 죽고, 황구랑은 황망해한다.
한편, 허사참과 어릴 적 동문수학한 왕(王)씨 태사(太史; 관직)가 있었는데, 섬서번태(藩台; 관직)가 포학하여 이 사실을 감찰해 고발했다. 그러나 섬서번태가 주변에 뇌물을 많이 주어 풀려났으므로 보복당할 것이 두려워진 왕 태사는 하사참이 죽었을 무렵에 아내와 함께 자살을 해 버렸다. 그리고 죽은 왕 태사의 몸에 허사참의 넋이 들어갔고, 왕 태사의 몸으로 부활한 허사참은 허씨 문중으로 돌아간다. 섬서번태는 되살아난 왕 태사를 찾아 쫓고, 왕 태사의 몸으로 허사참은 고향에 돌아와 황구랑에게 관계 지속을 요구한다. 황구랑은 거부하고 자신의 사촌누이를 소개해 준다. 허사참은 마지못해 이를 받아들인다.
한편 섬서번태의 위협은 여전했으므로 허사참은 황구랑에게 자신을 도와달라고 한다. 황구랑을 상납받은 섬서번태는 황구랑에게 완전히 매료되고, 황구랑과 성교를 거듭하여 결국 말라죽게 된다. 섬서번태의 재산은 부정축재한 검은 돈이었기에 황구랑이 집어삼키게 된다. 황구랑은 이 돈을 잘 굴려서 고래등만한 저택을 짓고 어머니와 사촌누이를 불러들여 행복하게 살았다. 섬서번태의 가족 누구도 황구랑이 여우인 줄 눈치채지 못했다.

## 해석
포송령이 이 소설을 지은 의도에 대한 통설은 비생산적 행위인 동성애를 풍자하고 조롱하기 위함이었다는 것이다. 작품 말미에 작가는 “소판(笑判→웃으며 판단한다)”한다며 맹자의 “남녀거실 인지대륜(男女居室 人之大倫: 사회의 기본 단위인 가정을 이루는 남녀 관계의 중요함)”을 인용한 조롱조의 산문시로 이야기를 끝맺는다. 중국학자 Judith T. Zeitlin은 이 소판을 “동성애에 대한 놀랍도록 구닥다리이고 심지어 적대적인 패러디”라고 비판했다.:91 요재지이 펭귄북스판의 번역자 John Minford는 반대로 반동성애를 풍자한 것이라고 해석했지만 이는 소수설이다.